# Donnelly (Alberta)
Pour les articles homonymes, voir Donnelly.
Donnelly est un village situé dans la Région de la Rivière de la Paix en Alberta, Canada. Il fait partie du district municipal de Smoky River.
Au recensement de la population de 2006, la population s'élevait à 293 personnes, dont la moitié est Franco-albertaine et francophone.
La communauté fut fondée en 1912 par des Canadiens-français, la famille Grouard. En 1917, un bureau de poste fut ouvert. En 1956, Donnelly devint officiellement un village.
Chaque année, l'École Georges P. Vanier accueille autour de 400 élèves.
Chaque année, au mois d'août, Donnelly accueille le "Derby de démolition" qui consiste à une course au cours de laquelle, les concurrents se heurtent volontairement avec de vieux véhicules automobiles.

## Démographie
| 2001 | 2006 | 2011 | 2016 |
| ---- | ---- | ---- | ---- |
| 351  | 293  | 305  | 342  |